# Calloria marina
Calloria marina är en svampart som beskrevs av W. Phillips 1908. Calloria marina ingår i släktet Calloria, ordningen disksvampar, klassen Leotiomycetes, divisionen sporsäcksvampar och riket svampar.   Inga underarter finns listade i Catalogue of Life.